# Філологічний факультет Львівського національного університету імені Івана Франка
Філологічний факультет — структурний підрозділ Львівського національного університету імені Івана Франка, один із найдавніших факультетів закладу, сформований на базі кафедри руської словесності (1848).

## Історія
На домагання українців у грудні 1848 у Львівському університеті відкрито першу кафедру руської словесності. Рескриптом австрійського цісаря від 12 грудня 1848 на посаду завідувача кафедри призначено Якова Головацького, українського культурного діяча, ученого, письменника, одного із членів «Руської трійці». 19 грудня 1848 новопризначений очільник кафедри виголосив своє інавгураційне слово. За тодішньою структурою університету кафедра складалася з одного професора, який читав лекції з української (руської) мови та літератури.
Протягом 1867-1894 кафедру очолював Омелян Огоновський, який значно активізував справу викладання української мови і літератури. З його ініціативи було організовано «Семінар для руської (української) філології», в якому слухачі виголошували свої наукові праці.
Після смерті О.Огоновського університетської кафедри домагався Іван Франко, однак тодішній намісник Галичини граф Казімєж Бадені зробив усе для того, щоб не допустити в університет письменника, який закликав український народ до соціального і національного визволення.
У 1895 кафедру посів Олександр Колесса, а 1899 р. було відкрито ще одну українознавчу кафедру, яку очолив Кирило Студинський.
Після українсько-польської війни 1918—1919 р.р. у Львівському університеті було зліквідовано всі українознавчі кафедри і він став повністю польськомовним. Окремим розпорядженням вступ до університету було дозволено тільки тим, що служили в польській армії і були польськими громадянами. У відповідь на це українці організували Український таємний університет (1921—1925 р.р.).
На численні клопотання українців у 1928 в університеті було відкрито кафедру української мови, але очолював її до 1939 поляк Ян Янув.

## Підрозділи
У структуру сучасного факультету входить 10 кафедр, 3 інститути, лабораторія фольклористичних досліджень та кабінет літератури української діаспори.

### Кафедра української літератури імені академіка Михайла Возняка
(завідувач доц. Микитюк Володимир Ількович)

### Кафедра української мови
(завідувач проф. Купчинська Зоряна Олегівна)

### Кафедра теорії літератури та порівняльного літературознавства
(завідувач проф. Гнатюк Михайло Іванович)

### Кафедра української фольклористики імені академіка Філарета Колесси
(завідувач проф. Івашків Василь Михайлович)

### Кафедра українського прикладного мовознавства
(завідувач проф. Кочан Ірина Миколаївна)

### Кафедра загального мовознавства
(завідувач проф. Бацевич Флорій Сергійович)
Створена восени 1939 року. Безпосередньою попередницею її була кафедра (заклад) індоєвропейського мовознавства, очолювана проф. Єжи Куриловичем, яка, своєю чергою, стала наступницею кафедри порівняльного індоєвропейського мовознавства, пов'язаної з діяльністю проф. Густава Герсона Блятта (1910—1916) і Анджея Гавронського (1917—1927). Кафедру загального мовознавства Єжи Курилович очолював до червня 1946 р.. Після нього цю посаду протягом 16 років посідав доц. Євген Володимирович Кротевич (проф. із 1958) — синтаксист і лексиколог.
У зазначений період колектив кафедри активно опрацьовував низку проблем загальнолінгвістичної теорії, русистики і порівняльної славістики; зокрема, визначення основних лінгвістичних понять (Є. В. Кротевич, В. О. Іцкович, І. Г. Галенко, Н. А. Каламова); питання сучасного історичного і діалектного синтаксису російської мови (Є. В. Кротевич, В. О. Іцкович, Л. А. Коробчинська, А. О. Акішина, Е. С. Прутових-Войнова, М. Шатух та ін.); порівняльний синтаксис східнослов'янських мов (Є. В. Кротевич); сучасна, історична і порівняльна морфологія і лексикологія (Ю. В. Большова, В. О. Іцкович, Л. А. Коробчинська, Н. А. Каламова, Е. С. Прутових-Войнова, З. Г. Розова, О. Є. Шелепіна); діалектологія (М. С. Тихомирова); словотвір (І. Г. Галенко, Н. М. Громова); мова і стиль художніх творів (В. Б. Бродська, В. Г. Петровський, Е. С. Прутових-Войнова, С. Й. Цаленчук). Широкий спектр проблем пов'язаний із тим, що з вересня 1950 року після об'єднання з кафедрою російської мови, функціонувала нова адміністративна одиниця — кафедра російської мови і загального мовознавства.
У 60-70-х роках кафедру очолювали: І. Г. Галенко (1961—1963), Б. В. Хричиков (1963—1967, 1970—1972), Н. А. Каламова (1967—1970), І. Є. Грицютенко (1972—1978), В. І. Петровський (1978—1980).
1 вересня 1980 р. відбувається поділ кафедри російської мови і загального мовознавства на дві: кафедру російської мови і кафедру загального мовознавства, яку з 1980 по 1988 роки очолює проф. І. Є. Грицютенко Під його керівництвом працювали доценти І. Г. Галенко, Т. М. Возний, асистенти Ф. С. Бацевич, Л. Ю. Сваричевська, З. М. Бичко, А. М. Судакова. Навчальні дисципліни кафедри: вступ до мовознавства, загальне мовознавство, історичні граматики української та російської мов, історії української та російської літературних мов, української та російської діалектології. З 1985 по 1990 викладачами з погодинною формою оплати працюють проф. Л. М. Полюга і доц. Д. Г. Гринчишин.
З 1989—1990 навчального року починається новий етап в історії кафедри, пов'язаний з відходом історичної граматики, історії літературної мови та діалектології української та російської мов на відповідні кафедри української та російської філології. Їм на заміну запроваджуються нові дисципліни: перська та арабська мови (асист. Я. Г. Полотнюк); японська мова (її як факультативну веде асист. О. Г. Горошкевич). Статус нормативного курсу отримує порівняльно-історичне мовознавство (доц. А. М. Судакова); запроваджується новий спецкурс із функціональної лексикології (доц. Ф. С. Бацевич). Наукова проблематика кафедри повертається у русло функціонального, а з другої половини 90-х років — функціонально-комунікативного дослідження мов різних сімей.
У 1988—1992 роках кафедру очолює доц. Т. М. Возний, з вересня 1993 року — доц. Ф. С. Бацевич.

### Кафедра польської філології
(в. о. завідувача доц. Лозинська Оксана Григорівна)
Створена 1 квітня 2004 р. шляхом поділу кафедри слов'янської філології на дві — кафедру польської філології та кафедру слов'янської філології.

### Кафедра слов'янської філології
(завідувач доц. Сорока Ольга Богданівна)

### Кафедра російської філології
Кафедру російської філології створено у Львівському університеті у 1939 р. До зародження й розвитку в ЛДУ причетні такі відомі вчені, як акад. В. І. Борковський, проф. Є. В. Кротевич, проф. А. Д. Оришин, проф. Р. М. Волков, проф. О. В. Чичерін та ін. У 1944 кафедру російської філології поділено на дві — російської мови та російської літератури.
Першим завідувачем кафедри російської літератури був проф. Р. М. Волков , його послідовно змінювали проф. М. М. Пархоменко, доц. В. А. Воробйов, проф. І. П. Вишневський, проф. Е. Ф. Морозова, доц. Л. І. Полякова.
Першим завідувачем кафедри російської мови була доц. Л. А. Курилова, яку згодом змінив професор (пізніше — академік) В. І. Борковський. У 1950 р. кафедра російської мови була об'єднана з кафедрою загального мовознавства, що працювала під керівництвом проф. Є. В. Кротевича, згодом доцентів І. Г. Галенко, Б. В. Хричикова, Н. А. Каламової, проф. І. Є. Грицютенка. З 1980 р. кафедра російської мови існує окремо, як самостійна одиниця. ЇЇ очолював спочатку проф. В. І. Петровський, з 1982 р. — проф. М. А. Алексєєнко, а з 1993 р. проф. Т. А. Космеда.
Проіснувавши окремо понад 50 років, у лютому 1997 кафедри російської мови та російської літератури знову були об'єднані в одну — російської філології, завідувачем якої до кінця 2003 р. була професор Т. А. Космеда, 2004 р. кафедру очолює доц. Єременко І. А.
При кафедрі діє аспірантура за спеціальностями «російська мова» та «російська література». За період свого існування (з 1945 р.) кафедра підготувала понад 40 кандидатів і докторів наук. Сьогодні 95 % складу викладачів кафедри — випускники університету.
У 1995 р. кафедра стала членом Міжнародної асоціації викладачів російської мови та літератури (МАПРЯЛ), а з лютого 2001 р. є також членом Української асоціації викладачів російської мови та літератури (УАПРЯЛ), що діє в межах МАПРЯЛ.

### Кафедра сходознавства імені професора Ярослава Дашкевича
(завідувач доц. Забуранна Ореста Володимирівна)

### Інститут літературознавчих студій
(директор проф. Роздольська Ірина Володимирівна)

### Інститут франкознавства
(директор ст. наук. співробітник Тихолоз Наталія Богданівна)

### Лабораторія фольклористичних досліджень
(завідувач доц. Вовчак Андрій)

### Кабінет літератури української діаспори імені Петра Гоя
(завідувач Лещишин Орися)

## Діяльність

### Філологія
Філологічний факультет готує фахівців за освітньо-кваліфікаційним рівнем «бакалавр» за напрямом «філологія» із правом продовження навчання за освітньо-кваліфікаційним рівнем «магістр» за такими спеціальностями:
- українська мова та література;
- фольклористика;
- літературна творчість;
- прикладна лінгвістика;

### Славістика
- польська мова та література;
- чеська мова та література;
- хорватська мова та література;
- болгарська мова та література;

### Сходознавство
- японська мова та література;
- арабська мова та література;
- перська мова та література.